# Горелкин, Алексей Викторович
Алексе́й Ви́кторович Горе́лкин (род. 8 ноября 1983, Челябинск, СССР) — российский футболист, полузащитник.

## Карьера
Профессиональную карьеру начинал в 2002 году в клубе второго дивизиона «Зенит» из Челябинска. В 2006 году перебрался в «Носту» из Новотроицка, с которой в дебютный сезон вышел в Первый дивизион, однако вскоре перешёл в «СОЮЗ-Газпром» из Ижевска. В 2009 году выступал за казахстанский клуб «Кызылжар» из Петропавловска, за который провёл 14 матчей в чемпионате. С лета 2009 вновь игрок «Челябинска».